# Alphabeta
Alphabeta es un grupo musical israelí ganador del Festival de la Canción de Eurovisión 1978 con Izhar Cohen, con la canción «A-ba-ni-bi». Fueron los primeros en conseguir el triunfo para Israel en el Festival de la Canción de Eurovisión.

## Miembros
- Reuven Erez
- Lisa Gold-Rubin
- Nehama Shutan
- Ester Tzuberi
- Itzhak Okev

| Predecesor: Marie Myriam | Ganadores del Festival de la Canción de Eurovisión 1978 con Izhar Cohen | Sucesor: Gali Atari & Milk & Honey |